# Chimarra dentosa
Chimarra dentosa är en nattsländeart som beskrevs av Ross 1948. Chimarra dentosa ingår i släktet Chimarra och familjen stengömmenattsländor. Inga underarter finns listade i Catalogue of Life.